# Karnak
|  | Denne artikel omhandler byen Karnak i Egypten. Carnac refererer til et sted i Frankrig hvor der opstillet mere en 3000 bautasten. |
Karnak (arab. الكرنك al-Karnak) er en landsby i Øvre Egypten, beliggende Nilens højre bred, ca. 3 km nordøst for Luxor. Besøgende – særligt udenlandske turister – bemærker næppe adskillelsen mellem Luxor og al-Karnak, da de to byer fungerer som én sammenhængende bebyggelse.
Karnak er primært kendt for at huse det største tempelanlæg i Egypten fra faraonisk tid, Karnaktemplet. Tempelanlægget grænser direkte op til al-Karnak.
25°43′12″N 32°39′14″Ø / 25.72000°N 32.65389°Ø